# Milka Chulina
Milka Yelisava Chulina Urbanich (Ciudad Bolívar, 6 gennaio 1974) è una modella venezuelana, eletta Miss Venezuela 1992.

## Biografia
Milka Chulina ha vinto il concorso di bellezza nazionale Miss Venezuela in qualità di vincitrice del titolo di Miss Aragua ed ha ottenuto la possibilità di rappresentare il Venezuela a Miss Universo 1993. Il 21 maggio 1993, la Chulina è classificata al terzo posto a Miss Universo, in occasione del concorso tenuto a Città del Messico. In seguito, Milka Chulina ha rappresentato la propria nazione anche a Miss International 1994 svolto ad Ise in Giappone il 4 settembre 1994, dove è arrivata sino alle semifinali.